# Carl von Ulm zu Erbach

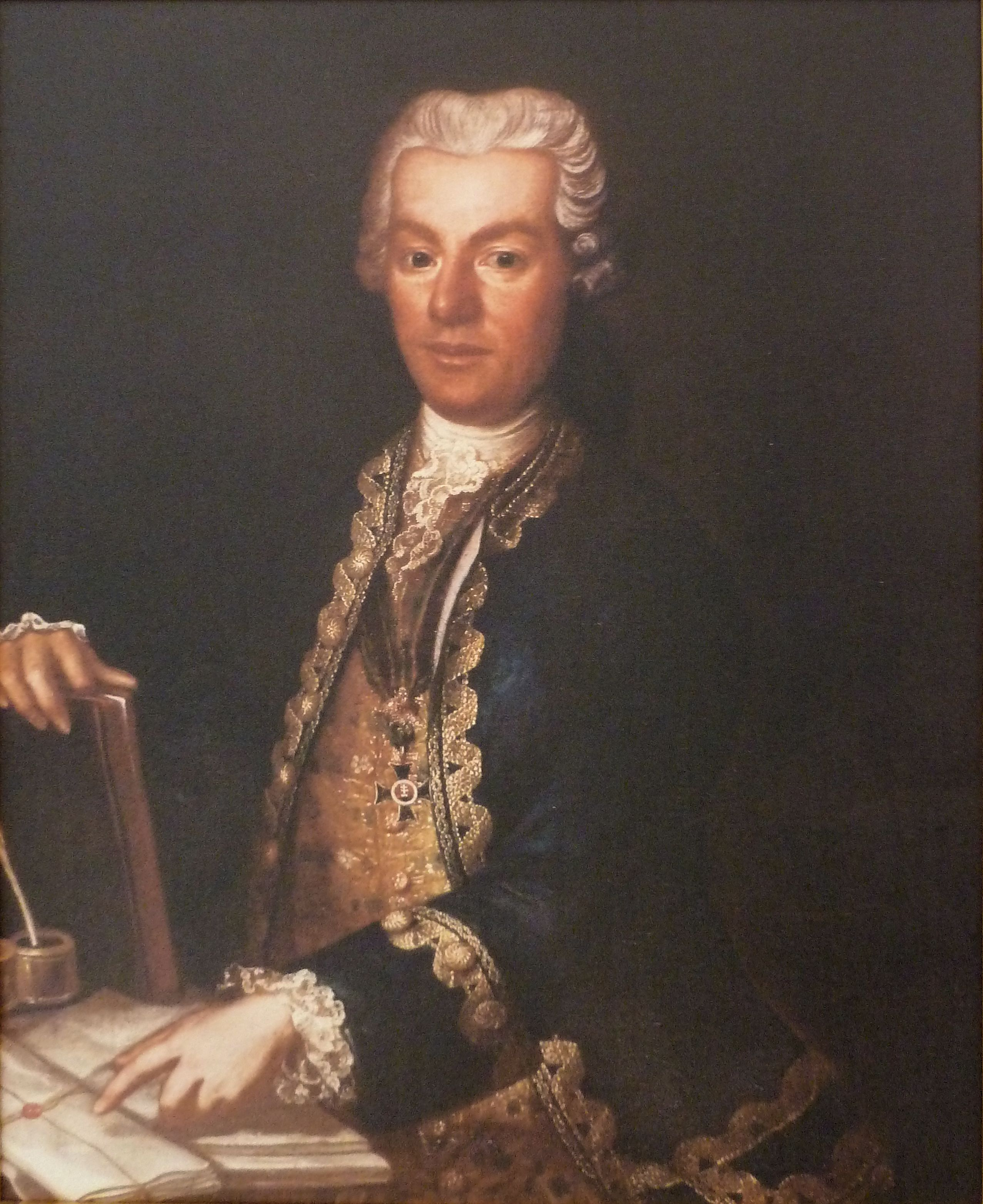
Carl von Ulm zu Erbach, zweiter vorderösterreichischer Regierungspräsident

Ferdinand Carl von Ulm zu Erbach (* 30. November 1725 in Erbach (Donau); † 21. März 1781 ebenda) war ein österreichischer Adliger und Politiker. Ab 1769 war er vorderösterreichischer Regierungspräsident in Freiburg.

## Frühe Jahre
Die von Ulm hatten von 1717 bis 1743 als Landvögte der Markgrafschaft Burgau mit Sitz in Günzburg zu den Stützen der habsburgischen Verwaltung gehört. Carl von Ulms Eltern waren Franz Eucherius Freiherr von Ulm zu Erbach und Maria Mauritia von Muggenthal. Seine Eltern bestimmten Carl für den geistlichen Stand und schickten ihn zum Studium nach Dillingen. Nach dem Tode seiner Mutter 1730 und seines Vaters 1743 wurde der Augsburger Domkapitular und Propst Gerhard Wilhelm Freiherr von Dollberg sein Vormund. Carl brach seine Studien ab und begab sich auf die damals bei den Adeligen übliche Kavalierstour. Im Jahre 1748 bewarb er sich erfolgreich um ein Kanonikat in Eichstätt. Er trat diese Stelle jedoch nicht an, sondern reiste 1749 nach Wien, wo er in Anwesenheit des Kaiserpaares Maria Theresia, Gräfin von Starhemberg (* 21. Januar 1726) heiratete. Am 23. September 1749 bestellte Maria Theresia Carl zum kaiserlichen Kämmerer. Da er am 10. Februar 1753 nur zum Supernumerari-Repräsentationsrat, d. h. als unbesoldeter Regierungsrat für die neugeschaffene vorderösterreichische Regierung in Konstanz ernannt worden war, durfte er seinen Amtsgeschäften auf seinem Schloss in Erbach nachgehen. Als 1759 die Regierung nach Freiburg umzog, bat er Maria Theresia zunächst um die Außeraktivitätssetzung, dann nach mehreren Bittschriften erhielt er 1763 endlich die bezahlte Stellung des Vogts von Burgau. 1764 wird von Carl von Ulm eine Bettelordnung Decretum für das Amt Beeder Herrschaften Werenwag und Callenberg erlassen. Gefördert wird die Textilverarbeitung.

## Tätigkeit als vorderösterreichischer Regierungspräsident
Nach seiner Vereidigung zum Regierungspräsidenten von Vorderösterreich am 27. Januar 1769 versuchte von Ulm zunächst wegen der räumlichen Nähe zu Erbach, die Regierung nach Günzburg zu verlegen mit dem Argument, dass von den 100.000 bis 200.000 fl., welche die Beamten in Freiburg verzehrten, mindestens zwei Drittel ins Elsass und nach Frankreich flössen. Von Ulm traf am 18. August 1769 in Freiburg ein. Schon im folgenden Jahr musste er sich mit einer delikaten politischen Aufgabe beschäftigen, als Marie-Antoinette auf ihrem Brautzug nach Paris zwischen dem 4. und 6. Mai 1770 in Freiburg weilte und hier gebührlich empfangen und unterhalten werden musste. Bei Marie-Antoinettes Abreise hatten die Stadt Freiburg und die vorderösterreichische Regierung für die Festlichkeiten zu Ehren der Erzherzogin die gigantische Summe von 200.000 Talern ausgegeben. Die Kaiserin rügte den Verschwender Carl von Ulm öffentlich, der zeitlebens weder mit öffentlichem noch mit privatem Geld auskam, das er zudem nicht auseinanderhalten konnte. Er stand mehrmals vor dem Bankrott. Es waren sein gehobener Lebensstil, aber auch die Auslagen für die Bildung seiner 14 Kinder, die von Ulms Budget belasteten. So hatte er schon bald nach seinem Amtsantritt beim Kloster St. Märgen ein Darlehen aufgenommen. Am 11. Mai 1772 bewilligte die Kaiserin von Ulm auf die Lehenbaren in Schwäbisch Österreich gelegenen Herrschaften Erbach, Werrenwag, Kallenberg und Boldringen, ein Kapital von 40.000 Gulden aufzunehmen. Der bekennt darauf am 17. Mai 1774 vom Fürstabt des Klosters Muri, Bonaventura Bucher, die Summe von 14'000 Gulden geliehen zu haben, die er à 4 Prozent jährlich zu verzinsen hat.
Nachdem zwei seiner Regierungsräte, Hermann von Greiffenegg und Thaddäus Schmid von Brandenstein, ihn 1772 einer schlechten Amtsführung beschuldigt hatten, rechtfertigte von Ulm sich in Wien so glänzend, dass ihn die Kaiserin am 15. Juni 1772 mit dem Kommandeurskreuz des St. Stephansordens auszeichnete. Bei diesem Aufenthalt in der Hauptstadt hatte von Ulm das große persönliche Interesse Maria Theresias an der Reform des Volksschulwesens erlebt. So behielt er sich den Vorsitz in der kaiserlichen Schulkommission vor und beeilte sich, die Gründung von Lehrerbildungsanstalten voranzutreiben. Eine dieser sogenannten Normalschulen als Vorläufer der pädagogischen Hochschulen wurde 1773 in Freiburg eröffnet. Im gleichen Jahr hob Papst Clemens XIV. den Jesuitenorden auf. Das bedeutete die Schließung des Freiburger Jesuitenkollegs und den Übergang der Gebäude des Ordens an die Universität Freiburg. Nur das Jesuitenschloss in Merzhausen wurde für 66.000 fl. an die Freiherrn von Bollweil verkauft.
Am 19. Juli 1777 besuchte Kaiser Joseph II. das älteste Patrimonium des Erzhauses und war nicht beeindruckt. Er schrieb seiner Mutter: „Die Stadt ist weder schön noch glanzvoll; sie gleicht einem großen Marktflecken … Zwanzig Regierungsräte kosten mit ihren Untergebenen 140.000 Gulden in einem Land, das insgesamt nur 300.000 Gulden bringt. Doch jeder macht etwas, sie untersuchen erfinden, fragen und schreiben und verdrießen alle Untertanen. Ein Präsident (Carl von Ulm), der seine Leute nicht im Griff hat, mit seinem Geld nicht auskommt und der sich undurchsichtiger Mittel bedient, um seine Ausgaben zu verschleiern, macht schlechtes Blut. Und die Universität ist auch nicht besser, scheint nicht wert zu sein, was sie kostet …“ Zu dieser Anschuldigung schrieb von Ulm über sich: Wenn er „je den Dienst und der Stelle Ehre mehren und Ordnung erhalten“ wollte, müsse er selbst „nebst der Direction aller vorkommenden Geschäfte die ganze Superrevision aller Expeditionen, die sich jährlich beiläufig auf 25.000 anhäufen“ auf sich nehmen. Trotz oder wegen dieser Verzettelung gelang es ihm nicht, die organisatorischen Missstände in den Vorlanden zu beheben.
Als Carl von Ulm 1780 kränkelte, neigte sich seine Zeit dem Ende zu. Auf seinem Epitaph in der Kirche von Erbach liest man: Widmete sich ganz dem Dienst des Staates und seiner Berherrscherin. Von Eifer für beide aufgezehrt starb er in Freiburg.